# 7481 San Marcello
7481 San Marcello (1994 PA1) là một tiểu hành tinh vành đai chính được phát hiện ngày 11 tháng 8 năm 1994 bởi A. Boattini ở San Marcello Pistoiese.